# Đài Xuyên
Đài Xuyên là một xã thuộc huyện Vân Đồn, tỉnh Quảng Ninh, Việt Nam.
Xã Đài Xuyên có diện tích 115.2 km², dân số năm 1999 là 1611 người, mật độ dân số đạt 14 người/km².

## Địa giới hành chính
Xã Đài Xuyên nằm ở phần phía bắc của đảo Cái Bầu, cũng là phía bắc của huyện Vân Đồn.
- Phía đông giáp xã Đại Bình, huyện Đầm Hà và xã Vạn Yên, huyện Vân Đồn.
- Phía nam giáp xã Bình Dân, huyện Vân Đồn.
- Phía tây giáp xã Bình Dân, huyện Vân Đồn và xã Đồng Rui, huyện Tiên Yên.
- Phía bắc giáp các xã Tiên Lãng và Đông Hải, huyện Tiên Yên.

Ranh giới giữa xã Đài Xuyên với huyện Tiên Yên và huyện Đầm Hà là lạch Tiên Yên.